# 巴爾內亞里奧林康
巴爾內亞里奧林康（葡萄牙語：Balneário Rincão），是巴西的城鎮，位於該國南部，由聖卡塔琳娜州負責管轄，始建於2003年10月3日，面積58平方公里，海拔高度44米，2013年人口11,628，人口密度每平方公里200.9人。